# Airspeed Envoy
Airspeed AS.6 Envoy je bio britanski laki transportni zrakoplov s dva motora. Dizajniran je i izgrađen u aviotvrtki Airspeed Ltd. na zračnoj luci Portsmouth (Hampshire).

## Razvoj
Envoy je dizajnirao Nevil Shute Norway i Arthur Hessell Tiltman kao avion s dva motora a na osnovi Airspeed Couriera, koristeći njegovu drvenu konstrukciju, vanjske panele krila i prema nazad uvlačive noge glavnog podvozja. Prototip registracije G-ACMT prvi puta je poletio 26. lipnja 1934. a u srpnju 1934. predstavljen je javnosti na izložbi "Društvo britanskih konstruktora zrakoplova"  na Zračnoj luci Hendon.

## Korištenje
Prvi proizveden Envoy (G-ACVH) bio je promotivni avion dok je drugi bio dostavljen Lord Nuffieldu, osnivaču tvrtke Moris Motor. Nuffieldov avion učestvovao je u zračnoj utrci MacRobertson koja se vodila iz iz Engleske za Australiju u 1934. godini no avion je bio oštećen te je povučen iz utrke. I drugi avion, posebno modificirana inačica s povećanim spremnikom za gorivo (Airspeed AS.8 Viceroy) uspio je doletjeti samo do Atene prije nego što je napustio utrku radi oštećenja. Ubrzo su uslijedile narudžbe iz cijele Britanske zajednice naroda. Dva aviona otišla su u australijsku zrakoplovnu tvrtku Ansett Airlines. Avion je korišten i u North Eastern Airwaysu i Olley Air Service-u u Velikoj Britaniji. ČSA je 1937. naručio četiri AS.6 aviona.
Airspeed AS.6 bio je dio ratnih zrakoplovstva više zemalja. Britanski RAF koristio je nekoliko AS.6 u vojnoj konfiguraciji. Avion je korišten u zračnim snagama: Španjolske, Japana, Južne Afrike, Finske, Kine i drugdje. Sedam ih je naručeno za zajedničko korištenje u Ratnom zrakoplovstvu Južne Afrike i zrakoplovnoj tvrtki South African Airways (tri su dostavljena kao vojne inačice a četiri kao civilne). Svaki od tih sedam aviona četiri člana posade moglo je preinačiti unutar četiri sata iz putničke inačice na laki bombarder ili izviđački avion. U vojnoj konfiguraciji posadu su sačinjavali pilot, navigator, radio operater i topnik.
U listopadu 1936. Britansko ministarstvo zrakoplovstva naručilo je 136 Airspeed AS.6 za školovanje posada. Daljnji razvoj ovog aviona doveo je do Airspeeda AS 10 Oxforda.

### Ratni period
Tijekom Španjolskog građanskog rata, deset AS.6 dobili su španjolski republikanci a dva je koristila nacionalistička strana, uključujući i jedan avion koji je prebjegao od republikanaca. Korišteni su i kao putnički, kao izviđački i kao laki bombarderi.
U svibnju 1937. britanski kralj Đuro VI. mijenja de Havilland Dragon Rapide iz kraljevske flote s Airspeedom AS.6J Envoy III. 
Presudni su bili dobra stabilnost aviona opremljenog zakrilcima kao i njegova mala brzina slijetanja (manja od 100 km/h). Avion je imao registraciju G-AEXX i bio je obojen s prepoznatljivim crvenim i plavim bojama.
Za vrijeme Drugog svjetskog rata njemačka Luftwaffe zarobila je nekoliko AS.6 aviona te ih koristitila za školovanje. Jedan zrakoplov Luftwaffea je 22. siječnja 1942. poslala u Finsku kao nadoknadu za slučajno obaranje finskog de Havilland Dragon Rapidea. Avion je korišten između 1942. i 1943. Jedan avion korišten je između 1941. i 1943. u Slovačkoj.

### Poslije ratni period
Jedan RAF-ov Envoy III preživio je rat i korišten je pod registracijom G-AHAC za civilne čarter letove. 1950. godine prizemljen je na Zračnoj luci Tollerton (Nottingham).

## Japanska proizvodnja
Šest Envoysa dostavljeno je 1935. godine u Japan koji su ga povezivali s Mandžukuom. Sljedećih 10 aviona izrađeni su pod licencom u Mitsubishiu u Nagoyi. Japanski avioni dobili su naziv Hina-Zura (en: Flying Crane). Korišteni su u Japan Air Transport-u i  Manchukuo National Airwaysu a pretpostavlja se kako su nekoliko aviona korišteni pod oznakom LXM od strane Carske mornarice Japana.

## Inačice

#### Airspeed Ltd, Portsmouth
- AS.6 Envoy - pokretan s dva AR9 klipna motora od po 200-KS (149 kW). Izrađeno je 5 aviona.
- AS.6A Envoy - pokretan s dva Armstrong Siddeley Ris IVC radijalna klipna motora od po 240-KS (179 kW). Izrađeno je 5 aviona.
- AS.6D Envoy - pokretan s dva Wright R-760-E2 Whirlwind 7 radijalna klipna motore od po 350-KS (261 kW).
- AS.6E Envoy - pokretan s dva Walter Castor motora od po 340-KS (254 kW). Izrađeno je 5 aviona.
- AS.6G - pokretan s dva Wolseley Sckorpio I motora od po 250-KS (186 kW).
- AS.6H Envoy - pokretan s dva Wolseley Aries III motora od po 225-KS (168 kW). Izrađen 1 avion
- AS.6J Envoy – laki transportni avion sa sedam sjedala. Pokretan s dva Armstrong Siddeley Cheetah IX radijalna klipna motora od po 350-KS (261 kW). Izrađeno je 27 aviona.
- AS.6JC Envoy - pokretan s dva Armstrong Siddeley Cheetah IX radijalna klipna motora od po 350-KS (261 kW). Izrađeno je 4 aviona.
- AS.6JM Envoy - pokretan s dva Armstrong Siddeley Cheetah IX radijalna klipna motora od po 350-KS (261 kW). Izrađeno je 3 aviona.

Za zračnu utrku dizajniran je i izrađen jedan izvan serijski avion: Airspeed AS.8 Viceroy.

#### Mitsubishi, Japan
- Hina-Zuru – prema licenci izrađeno je 10 aviona.

## Korisnici
- – Anselt Airlines
- - Zrakoplovstvo NDH
- - Luftwaffe (manji broj)[5]
- - ČSA
- – Japan Air Transport
- - Manchukuo National Airways
- – Ratno zrakoplovstvo Španjolske
- - South African Airways (4 aviona) i Ratno zrakoplovstvo Južne Afrike
- -   North Eastern Airways, Olley Air Service, Private Charter Ltd i Royal Air Force

## Tehničke karakteristike (Airspeed AS.6J Envoy)
Izvori podataka: Index of naval aircraft
Osnovne karakteristike
- posada: 1-2
- kapacitet: 6-8 putnika
- dužina: 10,50 m
- raspon krila: 15,9 m
- površina krila: 31,50 m2
- visina: 2,8 m

Letne karakteristike
- ekonomska brzina: 338 km/h
- dolet: 1.045 km
- najveća visina leta: 8.800 m
- specifično opterećenje krila: 76,5 kg/m2
- motor: 2 x Armstrong Siddley Cheetah IX motora